# Grospierres
Grospierres [ɡʁopjɛʁ] est une commune française située dans le département de l'Ardèche en région Auvergne-Rhône-Alpes.
Ses habitants sont appelés les Grospierrois et les Grospierroises.

## Géographie

### Situation
Grospierres est située à proximité de Ruoms et de Vallon-Pont-d'Arc et faisait administrativement partie du canton de Joyeuse jusqu'en 2014. À partir de 2015 la commune a été rattachée au canton de Vallon-Pont-d'Arc.
La commune est traversée par la rivière du Chassezac qui se jette dans l'Ardèche à quelques kilomètres ainsi que par le ruisseau du Vébron qui prend sa source à la résurgence de la Font Vive, au pied du vieux village du Chastelas, et qui se jette dans le Chassezac.

### Lieux-dits, hameaux et écarts
Parmi les hameaux de la localité, on peut citer Comps, le Rouret, Bournet, les Laurents, la Roche, la Tourasse et les Vézias.

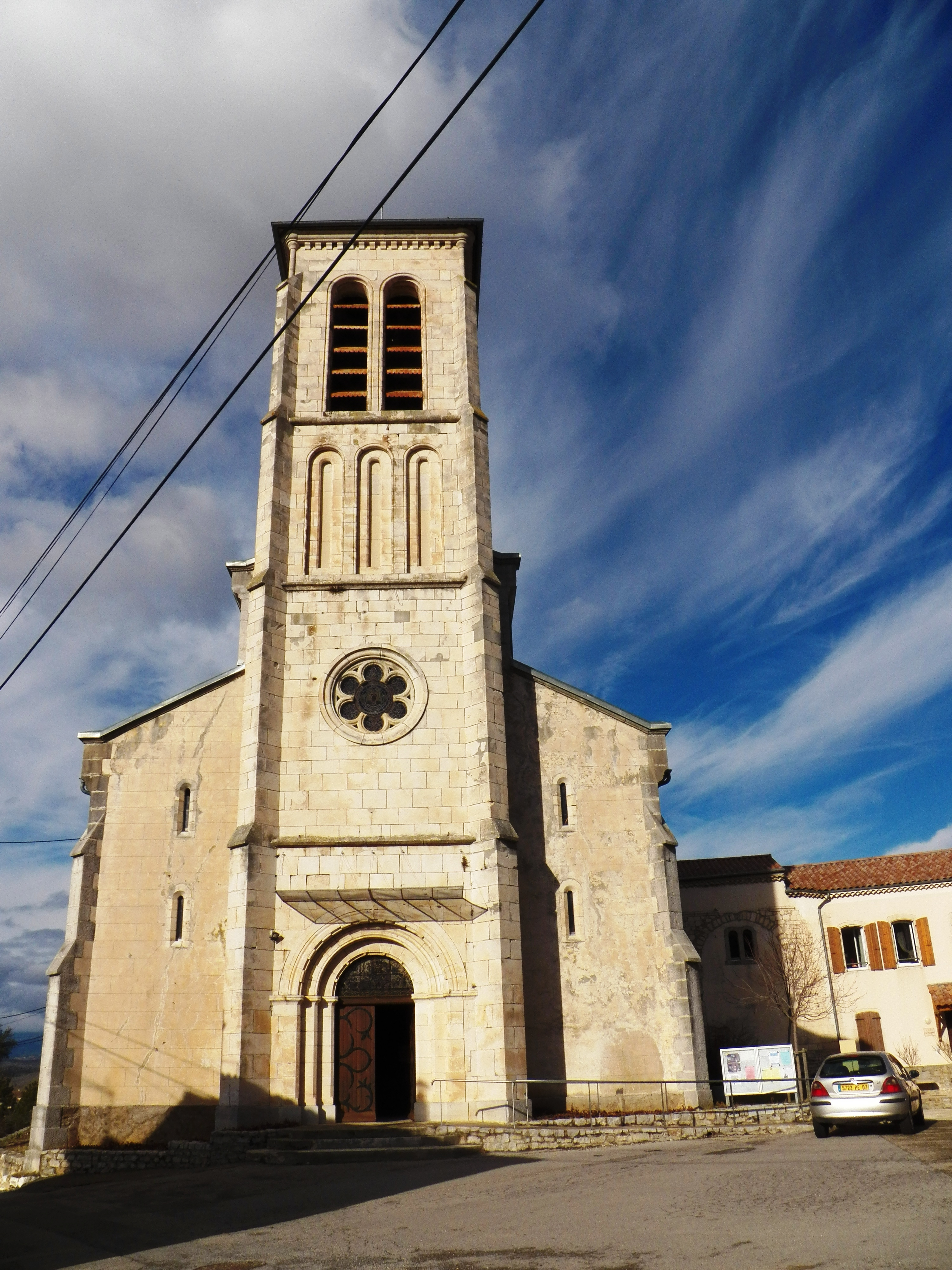
Église de Grospierres.

### Communes limitrophes
Les communes limitrophes sont Beaulieu, Bessas, Chandolas, Saint-Alban-Auriolles, Salavas, Sampzon et Vagnas.

### Climat
Pour des articles plus généraux, voir Climat d'Auvergne-Rhône-Alpes et Climat de l'Ardèche.
En 2010, le climat de la commune est de type climat méditerranéen franc, selon une étude du CNRS s'appuyant sur une série de données couvrant la période 1971-2000. En 2020, Météo-France publie une typologie des climats de la France métropolitaine dans laquelle la commune est exposée à un climat de montagne ou de marges de montagne et est dans la région climatique Provence, Languedoc-Roussillon, caractérisée par une pluviométrie faible en été, un très bon ensoleillement (2 600 h/an), un été chaud (21,5 °C), un air très sec en été, sec en toutes saisons, des vents forts (fréquence de 40 à 50 % de vents > 5 m/s) et peu de brouillards.
Pour la période 1971-2000, la température annuelle moyenne est de 13,5 °C, avec une amplitude thermique annuelle de 17,6 °C. Le cumul annuel moyen de précipitations est de 1 123 mm, avec 7,1 jours de précipitations en janvier et 3,8 jours en juillet. Pour la période 1991-2020, la température moyenne annuelle observée sur la station météorologique installée sur la commune est de 13,9 °C et le cumul annuel moyen de précipitations est de 1 094,7 mm,. Pour l'avenir, les paramètres climatiques de la commune estimés pour 2050 selon différents scénarios d'émission de gaz à effet de serre sont consultables sur un site dédié publié par Météo-France en novembre 2022.
| Mois                                  | jan.             | fév.          | mars          | avril           | mai             | juin           | jui.           | août           | sep.          | oct.          | nov.             | déc.           | année      |
| ------------------------------------- | ---------------- | ------------- | ------------- | --------------- | --------------- | -------------- | -------------- | -------------- | ------------- | ------------- | ---------------- | -------------- | ---------- |
| Température minimale moyenne (°C)     | 0,1              | 0,1           | 3,1           | 5,9             | 9,6             | 13,2           | 15,3           | 14,9           | 11,5          | 8,7           | 4,2              | 0,8            | 7,3        |
| Température moyenne (°C)              | 5,2              | 6,3           | 10,1          | 12,9            | 16,8            | 20,9           | 23,6           | 23,2           | 18,8          | 14,4          | 9,2              | 5,7            | 13,9       |
| Température maximale moyenne (°C)     | 10,4             | 12,5          | 17            | 19,9            | 24              | 28,6           | 31,9           | 31,5           | 26            | 20,2          | 14,2             | 10,5           | 20,6       |
| Record de froid (°C) date du record   | −15,1 16.01.1985 | −12 06.02.12  | −13 02.03.05  | −3,9 22.04.1991 | −0,4 07.05.1991 | 2,9 06.06.1989 | 6,6 13.07.1993 | 2,2 30.08.1986 | 1,8 27.09.10  | −4 26.10.03   | −11,3 28.11.1985 | −12,6 15.12.01 | −15,1 1985 |
| Record de chaleur (°C) date du record | 22,6 10.01.15    | 26,2 24.02.20 | 28,9 28.03.12 | 31,2 24.04.07   | 35,4 30.05.01   | 43,2 28.06.19  | 41,9 22.07.19  | 43,6 23.08.23  | 37,5 16.09.19 | 32,7 02.10.11 | 24,7 07.11.13    | 20 05.12.01    | 43,6 2023  |
| Précipitations (mm)                   | 90,4             | 57,6          | 63,8          | 83,7            | 89,1            | 59,4           | 49,7           | 64,6           | 140,8         | 152,6         | 150,2            | 92,8           | 1 094,7    |

### Hydrographie
Le territoire communal est bordé par le Chassezac, principal affluent de l'Ardèche à laquelle elle apporte ses eaux en rive droite, et est donc un sous-affluent du Rhône.

### Voies de communication
Le bourg est accessible par la D111 et la D246.

## Urbanisme

### Typologie
Au 1er janvier 2024, Grospierres est catégorisée commune rurale à habitat dispersé, selon la nouvelle grille communale de densité à 7 niveaux définie par l'Insee en 2022.
Elle est située hors unité urbaine et hors attraction des villes,.

### Occupation des sols
L'occupation des sols de la commune, telle qu'elle ressort de la base de données européenne d’occupation biophysique des sols Corine Land Cover (CLC), est marquée par l'importance des forêts et milieux semi-naturels (61,3 % en 2018), en diminution par rapport à 1990 (67,2 %). La répartition détaillée en 2018 est la suivante :
forêts (39,4 %), milieux à végétation arbustive et/ou herbacée (22 %), zones agricoles hétérogènes (13,5 %), terres arables (11,3 %), cultures permanentes (9 %), zones urbanisées (4,9 %).
L'évolution de l’occupation des sols de la commune et de ses infrastructures peut être observée sur les différentes représentations cartographiques du territoire : la carte de Cassini (XVIIIe siècle), la carte d'état-major (1820-1866) et les cartes ou photos aériennes de l'IGN pour la période actuelle (1950 à aujourd'hui).

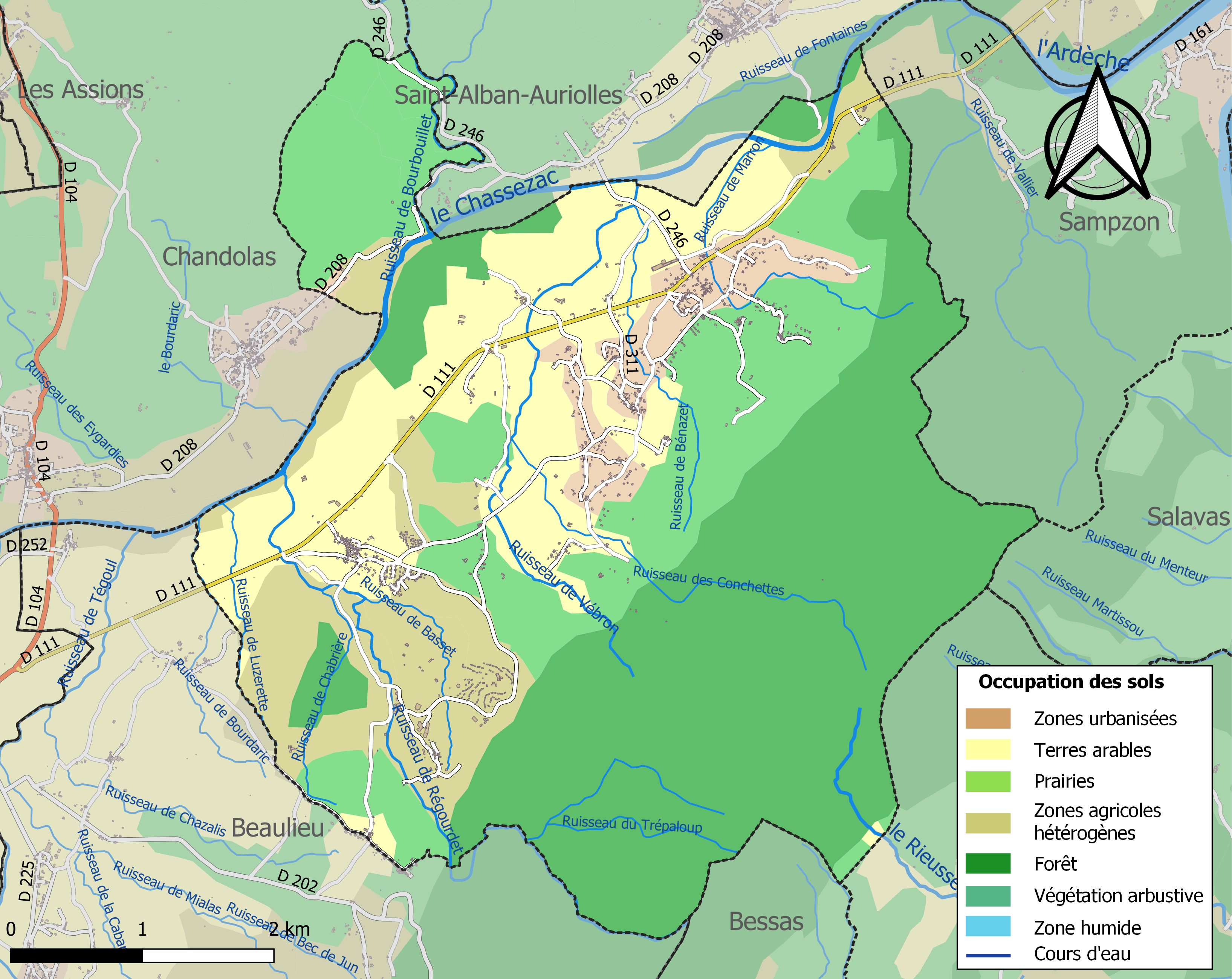
Carte des infrastructures et de l'occupation des sols de la commune en 2018 (CLC).

## Histoire
En 1790, Comps est détaché de Grospierres mais en 1801 Comps est de nouveau rattaché à Grospierres.
Le village possédait, jusqu'au début des années 1980, une importante coopérative agricole fruitière (Vivacoop, la plus importante d'Ardèche).
Grospierres était desservie par la voie ferrée PLM puis SNCF de la ligne du Teil à Alès.
L'ancienne gare, toujours visible, est devenue La Poste du village. elle n'est plus occupée à ce jour, un point Poste ayant été créé près de la mairie.
Le village est desservi par une ligne de bus :
- ligne Berrias - Grospierres - Aubenas paix
- ligne Aubenas paix - Grospierres  -Alès

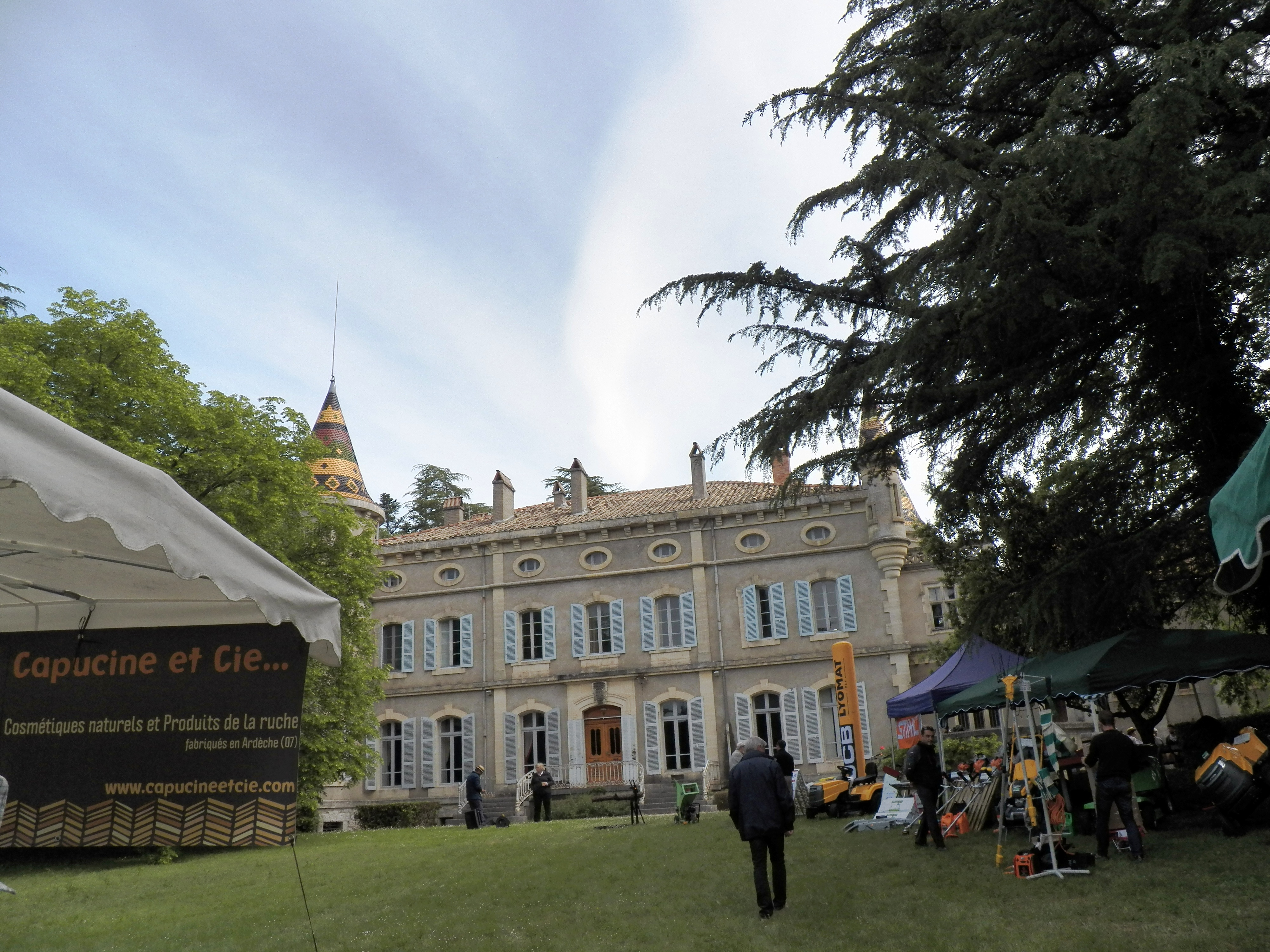
Château de Bournet à Grospierres.

## Politique et administration

### Liste des maires
| Période                                  | Période      | Identité                 | Étiquette | Qualité     |
| ---------------------------------------- | ------------ | ------------------------ | --------- | ----------- |
| Les données manquantes sont à compléter. |              |                          |           |             |
| mars 1994                                | mars 2001    | Maurice Penot            | PS        |             |
| mars 2001                                | mars 2008    | Marc Guigon              | DVG       | Agriculteur |
| mars 2008                                | mars 2014    | Raymond Charousset       |           |             |
| mars 2014                                | juillet 2020 | Marc Guigon              | DVG       | Agriculteur |
| juillet 2020                             | en cours     | Denise Garcia née Guigon |           |             |

## Économie
Plusieurs commerçants sont installés dans les différents hameaux, dont une station-service, une épicerie, deux brocantes et un marché de fruits et légumes, ouvert en saison. On compte aussi des restaurants et des villages de vacances, avec également de nombreux gîtes et chambres d'hôtes ainsi que des campings.
Deux caves particulières regroupant plus de 60 ha de vignes, produisent des vins en agriculture biologique et sont ouverts toute l'année.
Un golf de 9 trous a vu le jour au château de Bournet en 2012.
Le dernier atelier lithographique d'Ardèche ainsi qu'un atelier de poterie se trouvent à Comps, l'un des hameaux de Grospierres.
Une importante décharge et lieux d’enfouissement technique se trouve en limite de la commune et de celle de Beaulieu. La décharge devrait fermer en 2020.

## Population et société

### Démographie
L'évolution du nombre d'habitants est connue à travers les recensements de la population effectués dans la commune depuis 1793. Pour les communes de moins de 10 000 habitants, une enquête de recensement portant sur toute la population est réalisée tous les cinq ans, les populations de référence des années intermédiaires étant quant à elles estimées par interpolation ou extrapolation. Pour la commune, le premier recensement exhaustif entrant dans le cadre du nouveau dispositif a été réalisé en 2007.

En 2022, la commune comptait 931 habitants, en évolution de +4,96 % par rapport à 2016 (Ardèche : +2,48 %, France hors Mayotte : +2,11 %).
| 1793  | 1800 | 1806 | 1821  | 1831  | 1836  | 1841  | 1846  | 1851  |
| ----- | ---- | ---- | ----- | ----- | ----- | ----- | ----- | ----- |
| 1 510 | 863  | 898  | 1 049 | 1 070 | 1 158 | 1 202 | 1 216 | 1 262 |

| 1856  | 1861  | 1866  | 1872  | 1876  | 1881 | 1886 | 1891 | 1896 |
| ----- | ----- | ----- | ----- | ----- | ---- | ---- | ---- | ---- |
| 1 275 | 1 200 | 1 173 | 1 128 | 1 023 | 909  | 894  | 899  | 908  |

| 1901 | 1906 | 1911 | 1921 | 1926 | 1931 | 1936 | 1946 | 1954 |
| ---- | ---- | ---- | ---- | ---- | ---- | ---- | ---- | ---- |
| 899  | 909  | 832  | 732  | 690  | 625  | 590  | 579  | 516  |

| 1962 | 1968 | 1975 | 1982 | 1990 | 1999 | 2006 | 2007 | 2012 |
| ---- | ---- | ---- | ---- | ---- | ---- | ---- | ---- | ---- |
| 472  | 460  | 426  | 551  | 507  | 624  | 792  | 816  | 875  |

| 2017 | 2022 | - | - | - | - | - | - | - |
| ---- | ---- | - | - | - | - | - | - | - |
| 885  | 931  | - | - | - | - | - | - | - |

### Enseignement
La commune est rattachée à l'académie de Grenoble.

### Médias
La commune est située dans la zone de distribution de deux organes de la presse écrite :
- L'Hebdo de l'Ardèche

Il s'agit d'un journal hebdomadaire français basé à Valence et diffusé à Privas depuis 1999. Il couvre l'actualité de tout le département de l'Ardèche.
- Le Dauphiné libéré

Il s'agit d'un journal quotidien de la presse écrite française régionale distribué dans la plupart des départements de l'ancienne région Rhône-Alpes, notamment l'Ardèche. La commune est située dans la zone d'édition de Privas.

### Cultes
L'église de Grospierres (propriété de la commune) et la communauté catholique sont rattachées à la paroisse Saint Martin du Sampzon, elle-même rattachée au diocèse de Viviers.

## Culture locale et patrimoine

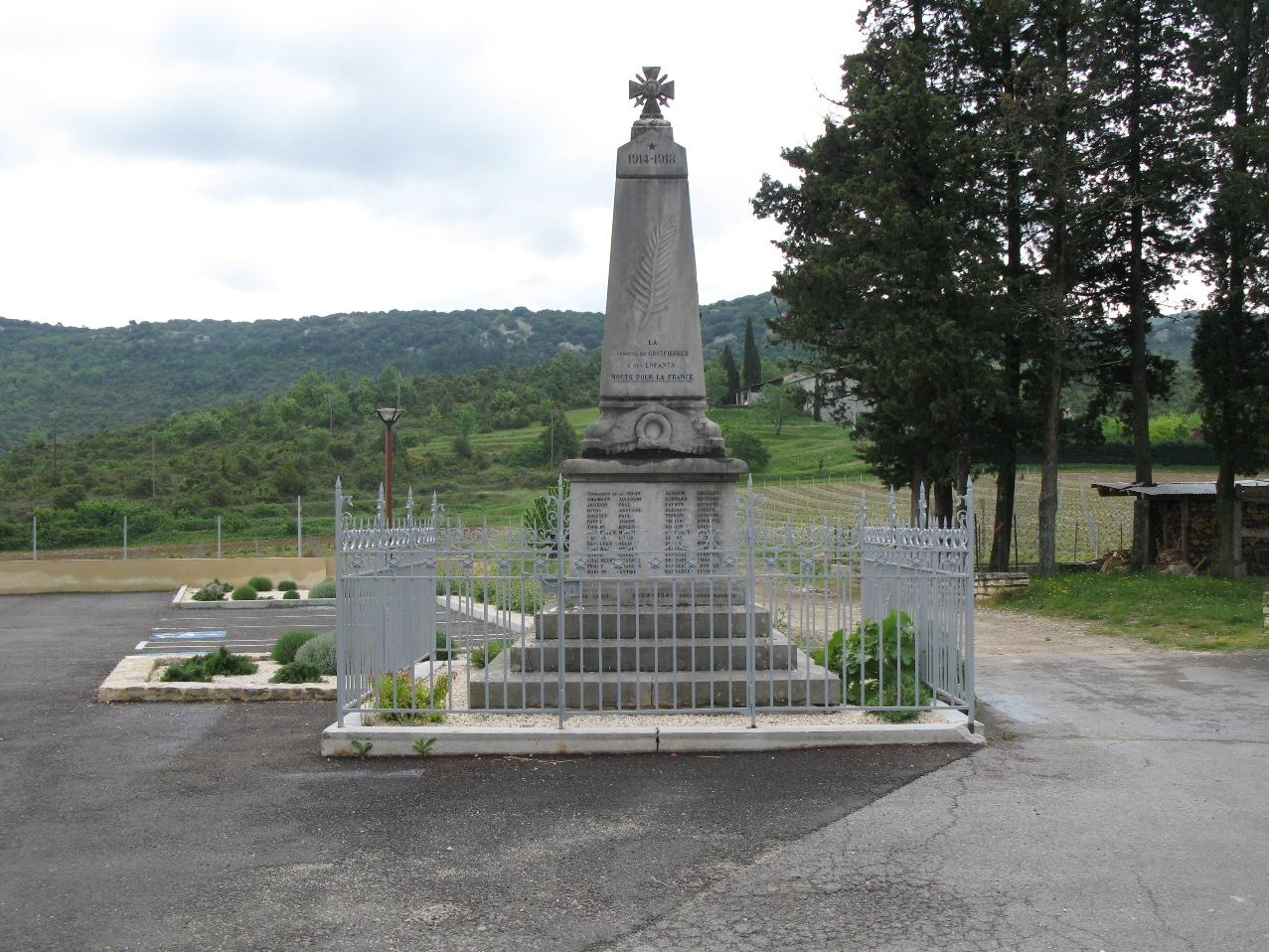
Un monument aux morts à Grospierres.

### Lieux et monuments
- Église Saint-Pierre-et-Saint-Paul de Comps
- Église de Grospierres
- Église Saint-Pancrasse de Grospierres
- Le château du Chastelas (XIVe siècle)
- Le château de la Selve
- Le château de Bournet
- Le domaine de Bournet[19]
- La Résurgence vauclusienne de la Font-Vive
- La chapelle Notre-Dame-des-Songes d'origine romane
- Les vieilles maisons de Comps, ruelles, portes anciennes
- Le village et camp touristique du domaine du Rouret

### Personnalités liées à la commune

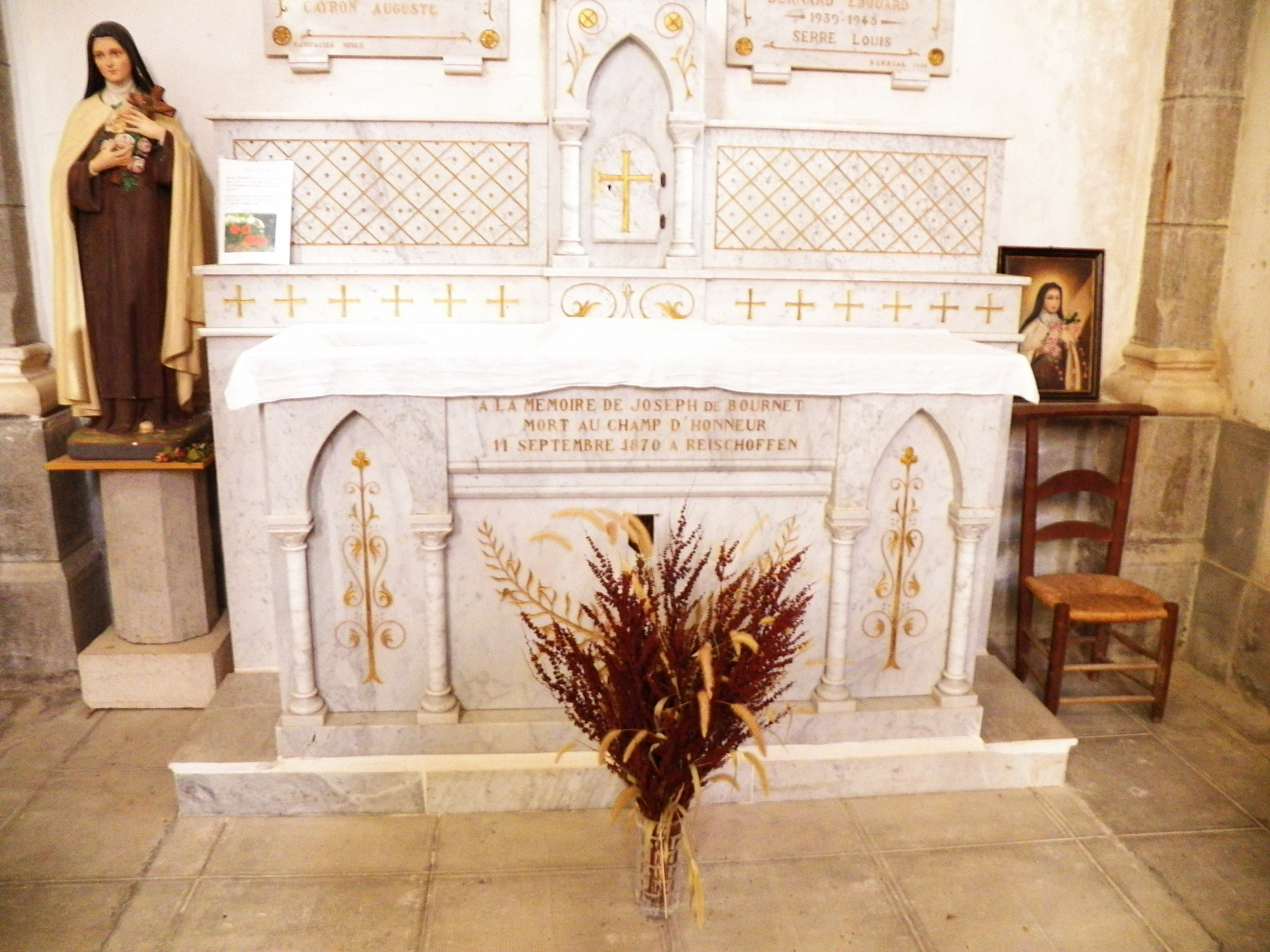
Autel de Bournet.

- Jean-François Bastide, homme politique né le 16 décembre 1754 et mort le 24 avril 1825 à Grospierres.
- Roger Coste, ancien député de l'Isère, natif de Grospierres
- John Christoforou (1921-2014), artiste peintre, eut à Grospierres une maison-atelier dans la décennie 1960.
- La famille de Bournet[20],[21] dont l'un des enfants est mort à la bataille de Reischoffen,un autel de l'église perpetue son souvenir[22]. Les Bournet, catholiques fervents défendent les oblats expulsés de Notre-Dame-de Bon Secours en 1903.

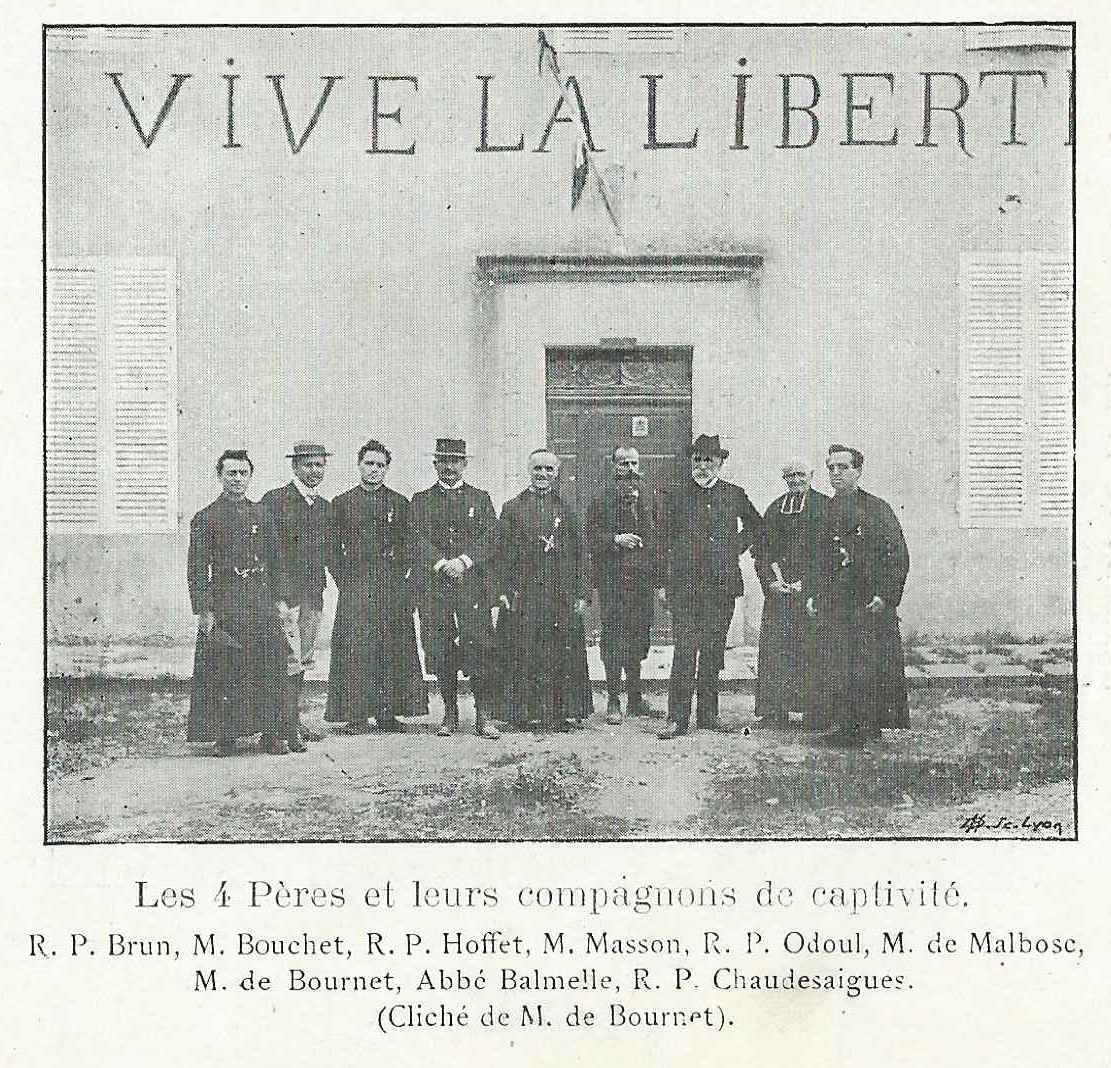
N.-D. de Bon-Secours 2.

### Patrimoine naturel

#### Zones naturelles (Znieff)
Grospierres est concernée par sept zones naturelles d'intérêt écologique, faunistique et floristique (ZNIEFF) :
La ZNIEFF continentale de type 1 de la « Basse-vallée du Chassezac » s'étire en un mince ruban le long du lit de la rivière. Elle commence à l'est du hameau de Chassagne sur la commune des Vans, au début des gorges ardéchoises du Chassezac, et continue jusqu'à la confluence avec l'Ardèche. Elle couvre 17,5 km du cours du Chassezac avec 357,28 hectares répartis huit communes. La loutre (Lutra lutra), menacée d'extinction en France, est particulièrement visée par cette ZNIEFF. Plus de 110 espèces d'oiseaux y sont présentes ; 70 % d'entre elles y nichent régulièrement.
La ZNIEFF continentale de type 2 de l'« Ensemble fonctionnel formé par l’Ardèche et ses affluents (Ligne, Baume, Drobie, Chassezac…) », soit 22 630,21 ha, concerne 61 communes dont Grospierres et vise la rivière Ardèche, ses milieux annexes et ses principaux affluents dont la Ligne, la Baume, la Drobie, le Chassezac.
La ZNIEFF continentale de type 2 de l'« Ensemble méridional des plateaux calcaires du Bas-Vivarais ».
La ZNIEFF continentale de type 2 des « Plateaux calcaires des Gras et de Jastre ».
La ZNIEFF continentale de type 1 du « Rocher de Sampzon » concerne 359,35 hectares partagés entre les trois communes ardéchoises de Grospierres, Salavas et Sampzon. Elle se trouve en rive droite de la rivière Ardèche dont elle inclut le flanc ouest de vallée au niveau de l'Ancien Moulin de Sampzon et sur environ 1,3 km en aval de ce moulin. Elle inclut aussi et surtout le mont du Rocher, culminant à 380 m et sur le flanc nord duquel Sampzon est implanté ; et le mont du Clot, au sud du Rocher. La limite sud de cette ZNIEFF correspond à la ligne de crêtes du Moure Frey. Sa remarquable végétation inclut l'une des trois stations d'ibéris des rochers (Iberis saxatilis) en Ardèche. Ses pelouses sèches, l'un des habitats déterminants, comprennent des colonies de stipe d'Offner (Stipa offneri) et de thapsie velue (Thapsia villosa). Les espèces animales visées sont le castor d'Europe (Castor fiber), le balbuzard pêcheur (Pandion haliaetus), le faucon hobereau (Falco subbuteo), le milan noir (Milvus migrans), le martin-pêcheur d'Europe (Alcedo atthis), le pic épeichette (Dendrocopos minor) et la couleuvre de Montpellier (Malpolon monspessulanus). Le hibou grand-duc est présent dans le vallon de l'Aiguille, à l'ouest du Clot.
La ZNIEFF continentale de type 1 des « Zones marneuses entre Grospierres et Beaulieu » concerne 1 870,5 hectares partagés entre cinq communes ardéchoises. Les habitats déterminants sont les pelouses calcaires sub-atlantiques semi-arides alternant avec des cultures (vigne et céréales) sur le plateau, les formations riveraines de Saules le long des nombreux cours d'eau saisonniers, et les forêts méso- et supra méditerranéennes de chênes verts.

### Zone spéciale de conservation
La zone spéciale de conservation (ZSC) du « Bois de Païolive et Basse Vallée du Chassezac », un  site d'intérêt communautaire (SIC) selon la directive Habitat de 6 217 hectares, s'étend sur douze communes d'Ardèche dont Grospierres. Elle abrite 25 espèces animales inscrites sur l'annexe II de la directive Habitat.

### Association locale
Depuis quelques années, une association a été créée. Elle permet la sauvegarde du vieux Grospierres situé en hauteur, dénommé le Chastelas.

### Héraldique
| Blason de Grospierres | Blason  | D'azur, au mont de trois coupeaux d'argent, celui du milieu chargé d'une fusée couchée du champ et sommé d'une tour d'argent maçonnée de sable, au chef cousu de gueules chargé de deux clés d'or passées en sautoir. |
| Blason de Grospierres | Détails | Le statut officiel du blason reste à déterminer. |